# OVirt
oVirt — свободная, кроссплатформенная система управления виртуализацией. Была разработана компанией Red Hat как проект сообщества на котором основан продукт Red Hat Virtualization.

## Технология
oVirt основан на технологии KVM (Kernel-based Virtual Machine).
В концепции oVirt сервер виртуализации может быть бездисковым, например, он может загружаться с внешнего носителя, а образы виртуальных машин могут быть размещены на внешнем для сервера виртуализации хранилище, при этом возможно размещение образа на портативном носителе.
Предполагается, что образы виртуальных машин хранятся на сетевом хранилище и доступны через интерфейсы NFS или iSCSI. Выполнение виртуальных машин может происходить на бездисковых серверах, ОС для которых (ovirt-node) загружается с управляющего узла. Управляющий узел с ovirt-server предоставляет веб-интерфейс и управляет процессом размещения виртуальных машин с указанными образами на доступных узлах. Возможно совмещение всех функций на единственном сервере.

## Возможности
Позволяет управлять виртуальными машинами через веб-интерфейс, используя для администрирования библиотеку libvirt. Может быть загружена с флэш-носителя ёмкостью 64 Мбайт.
Распространяется как в виде пакетов для установки (для Fedora), так и в виде готовых образов ОС на основе Fedora ovirt-appliance для запуска на виртуальной машине qemu-kvm.
В состав ovirt-server входит реализация веб-интерфейса и служб, необходимых для управления виртуальными машинами через libvirt. ovirt-node представляет собой образ ОС на основе Fedora, который предназначен для загрузки по сети физических и виртуальных машин. Компьютеры с загруженной ОС ovirt-node выполняют виртуальные машины, которые были настроены в веб-интерфейсе oVirt (ovirt-server) и поставленные на выполнение в автоматическом или ручном режиме.

## Поддержка операционных систем
OVirt работает в Linux (она разработана для Red Hat Enterprise Linux).
Программа OVirt Remote Viewer существует для Microsoft Windows, Linux и MacOS.

## Поддержка компаниями
14 декабря 2011 года RedHat объявила о поддержке проекта компаниями Canonical, Cisco, IBM, Intel, NetApp и SUSE.